# Sara
Sara je žensko osebno ime.

## Izvor in pomen imena
Ime izvira iz hebrejščine besede שָׂרָה, kar pomeni »princesa«, »kneginja« oz. »vladarica«. V Svetem pismu je Sara Abrahamova žena (Geneza, 1. knjiga Stare zaveze).

## Pogostost imena
Po podatkih Statističnega urada Republike Slovenije je bilo na dan 31. decembra 2007 v Sloveniji število ženskih oseb z imenom Sara: 5.826. Med vsemi ženskimi imeni pa je ime Sara po pogostosti uporabe uvrščeno na 47. mesto.

## Različice imena
Sarina, Sali, Sarah, Saraja, Sari, Sarita, Šara, Šarika, Šarka, Šarlota, Šopkica

## Različice imena Sara v tujih jezikih
- Arabsko: سارا
- Hebrejsko: שרה
- Finsko: Saara
- Francosko: Sarah
- Angleško: Sara, Sarah, ljubkovalno Sallie, Sally, Sissy, Shauni
- Madžarsko: Sara, Ljubkovalno Sarika+
- Nemško: Sara, Sarah
- Perzijsko: سارا
- Rusko: Сара
- Švedsko: Sarah

## Osebni praznik
V koledarju je ime Sara zapisano 13. julija (Sara, devica in opatinja v Egiptu).